# Герцогство Лауенбург (район)
Ге́рцогство Лауе́нбург, або Повіт ге́рцогство Лауе́нбург (нім. Kreis Herzogtum Lauenburg) — район у Німеччині, у складі федеральної землі Шлезвіг-Гольштейн. Адміністративний центр — місто Рацебург. Розташований на півдні Шлезвіг-Гольштейну. Назва походить від історичного Лауенбурзького герцогства, приєднаного до Пруссії в 1865 році. Площа — 1 263 км². Населення — 199 152 осіб (31 грудня 2020).

## Географія
Площа — 1 263 км².

## Населення
Населення району становить 199 152 осіб (станом на 31 грудня 2020

## Адміністративний поділ
Район складається з п'яти самостійних міст, однієї самостійної громади, а також 127 громад (нім. Gemeinden), об'єднаних у 8 об'єднань громад (нім. Ämter).
Дані про населення наведені станом на 31 грудня 2020. Зірочками (*) позначені центри об'єднань громад.

### Самостійні міста/громади
1. Венторф-бай-Гамбург (13391)
2. Гестгахт, місто (31160)
3. Лауенбург, місто (11321)
4. Мельн, місто (19282)
5. Рацебург, місто (14517)
6. Шварценбек, місто (16560)

### Об'єднання громад
- 1. Беркентін (8448)

1. Белендорф (390)
2. Беркентін* (2144)
3. Блісторф (649)
4. Гельденіц (229)
5. Дюхельсдорф (167)
6. Зірксраде (448)
7. Касторф (1105)
8. Клемпау (613)
9. Круммессе (1704)
10. Ніндорф-бай-Беркентін (190)
11. Рондесгаген (809)

- 2. Брайтенфельде (6712)
(Центр: Мельн)

1. Альт-Мельн (858)
2. Белау (217)
3. Борсторф (315)
4. Брайтенфельде (2046)
5. Вольтерсдорф (325)
6. Горнбек (192)
7. Грамбек (507)
8. Лемраде (593)
9. Ніндорф-ан-дер-Штекніц (662)
10. Талькау (516)
11. Шретштакен (481)

- 3. Бюхен (14645)

1. Безенталь (92)
2. Бретен (320)
3. Бюхен* (6319)
4. Вітцеце (900)
5. Геттін (64)
6. Гудов (1679)
7. Гюстер (1331)
8. Зібенайхен (253)
9. Кляйн-Пампау (646)
10. Лангенлестен (147)
11. Мюссен (1206)
12. Розебург (534)
13. Трамм (336)
14. Фітцен (372)
15. Шулендорф (446)

- 4. Гое-Ельбгест (20518)

1. Аумюле (3224)
2. Бернзен (4831)
3. Вірсгоп (211)
4. Вольторф (2471)
5. Ворт (188)
6. Гамварде (853)
7. Гоенгорн (543)
8. Дассендорф* (3390)
9. Ешебург (3468)
10. Заксенвальд (невключена територія)
11. Креппельсгаген-Фарендорф (1339)

- 5. Лауенбургіше-Зен (13665)
(Центр: Рацебург)

1. Айнгаус (423)
2. Альбсфельде (69)
3. Бек (889)
4. Брунсмарк (159)
5. Бухгольц (244)
6. Гармсдорф (318)
7. Гізенсдорф (155)
8. Голленбек (446)
9. Горст (230)
10. Грос-Гренау (3757)
11. Грос-Діснак (83)
12. Грос-Зарау (1010)
13. Залем (641)
14. Зедорф (514)
15. Кіттліц (277)
16. Кляйн-Цехер (240)
17. Кульпін (201)
18. Мехов (131)
19. Мустін (700)
20. Погец (468)
21. Ремніц (52)
22. Фредебург (47)
23. Цитен (1108)
24. Шмілау (566)
25. Штерлай (937)

- 6. Лютау (3882)
(Центр: Лауенбург)

1. Базедов (652)
2. Бухгорст (141)
3. Вангелау (207)
4. Дальдорф (341)
5. Круков (160)
6. Крюцен (359)
7. Ланце (280)
8. Лютау (698)
9. Шнакенбек (874)
10. Юліусбург (170)

- 7. Зандеснебен-Нуссе (15563)

1. Вальксфельде (216)
2. Венторф (724)
3. Грінау (296)
4. Грос-Боден (204)
5. Грос-Шенкенберг (562)
6. Дуфензе (542)
7. Зандеснебен* (1859)
8. Зібенбоймен (604)
9. Зірксфельде (332)
10. Клінкраде (594)
11. Коберг (796)
12. Кюзен (365)
13. Лабенц (854)
14. Ланкау (470)
15. Лінау (1254)
16. Люхов (290)
17. Нуссе (1142)
18. Пантен (655)
19. Поггензе (346)
20. Рітцерау (299)
21. Шенберг (1416)
22. Шипгорст (637)
23. Штайнгорст (569)
24. Штуббен (379)
25. Шюрензелен (158)

- 8. Шварценбек-Ланд (9488)
(Центр: Шварценбек)

1. Бастгорст (415)
2. Брунсторф (727)
3. Дамкер (146)
4. Ельменгорст (848)
5. Гамфельде (496)
6. Гафекост (188)
7. Грабау (347)
8. Грос-Пампау (152)
9. Грофе (251)
10. Гюльцов (1315)
11. Замс (443)
12. Канкелау (222)
13. Кассебург (583)
14. Кетель (280)
15. Коллов (610)
16. Куддеверде (1394)
17. Мензен (512)
18. Мюленраде (171)
19. Фуленгаген (388)

## Герб

Герб повіту

Повітовий герб герцогства Лауенбург — червоний щит із облямівкою, розтятою 12 разів на срібло і чернь, в центрі якого срібна голова коня; щит увінчує золота королівська корона. 
Це зображення — герб Лауенбурзького герцогства від 12 листопада 1866 року, наданий прусський королем Вільгельмом І, який рік тому приєднав герцогство до своїх земель на умовах персональної унії. Нове зображення поєднало старий герб Лауенбургу зі срібною головою коня на червоному тлі та біло-чорними кольорами Прусського королівства. 
Офіційне оголошення про герб вийшло в урядовому тижневику Лауенбургу № 25 за 13 квітня 1867 року. Влада герцогства без санкції центру додала до зображення королівську корону.
Після постання Німецької імперії в 1871 році й включення в 1876 році Лауенбурзького повіту до Шлезвіг-Гольштейну німецьким повітам було заборонено використовувати власні герби. Лише з постаннями Веймарської республіки 1918 року Лауенбург отримав дозвіл на використання старого герба.
Елементи повітового герба використовуються у місцевій територіальній геральдиці, на гербах громад.

1866
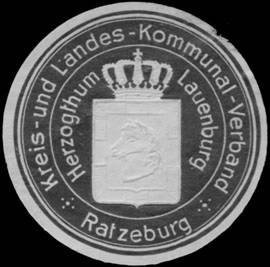
Печатка
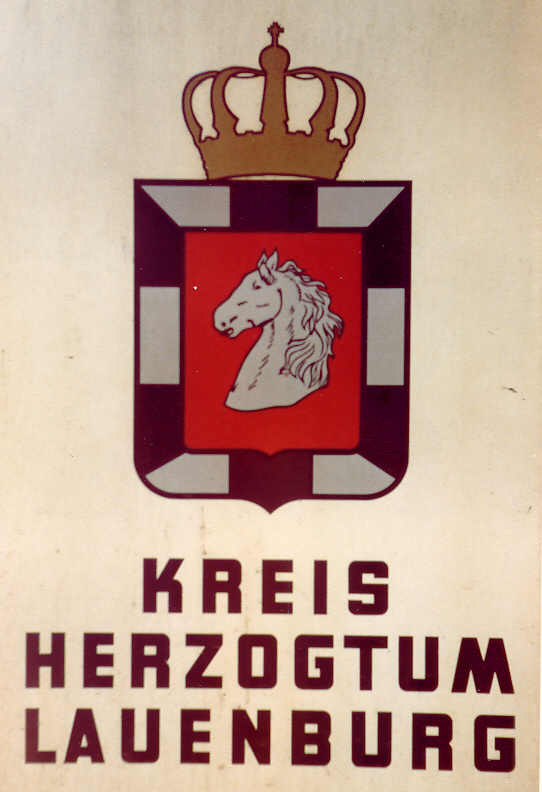
Плакат
Бастгорст
Круммессе

### Монографії. Статті
- Kamphausen, A. Herzogtum Lauenburg. Deutscher Kunstverlag Berlin u. a. 1959 (Deutsche Lande – Deutsche Kunst).
- Herzogtum Lauenburg. Das Land und seine Geschichte. Ein Handbuch. Neumünster, 2003.
- Opitz, E. Otto von Bismarck und die Integration des Herzogtums Lauenburg in den preußischen Staat. Friedrichsruh: Otto-von-Bismarck-Stiftung, 2001 (Friedrichsruher Beiträge 15).

### Довідники
- Лауэнбург // Энциклопедический словарь Брокгауза и Ефрона. Санкт-Петербург, 1896. Т. 17, С. 398.